# Poartă maramureșeană

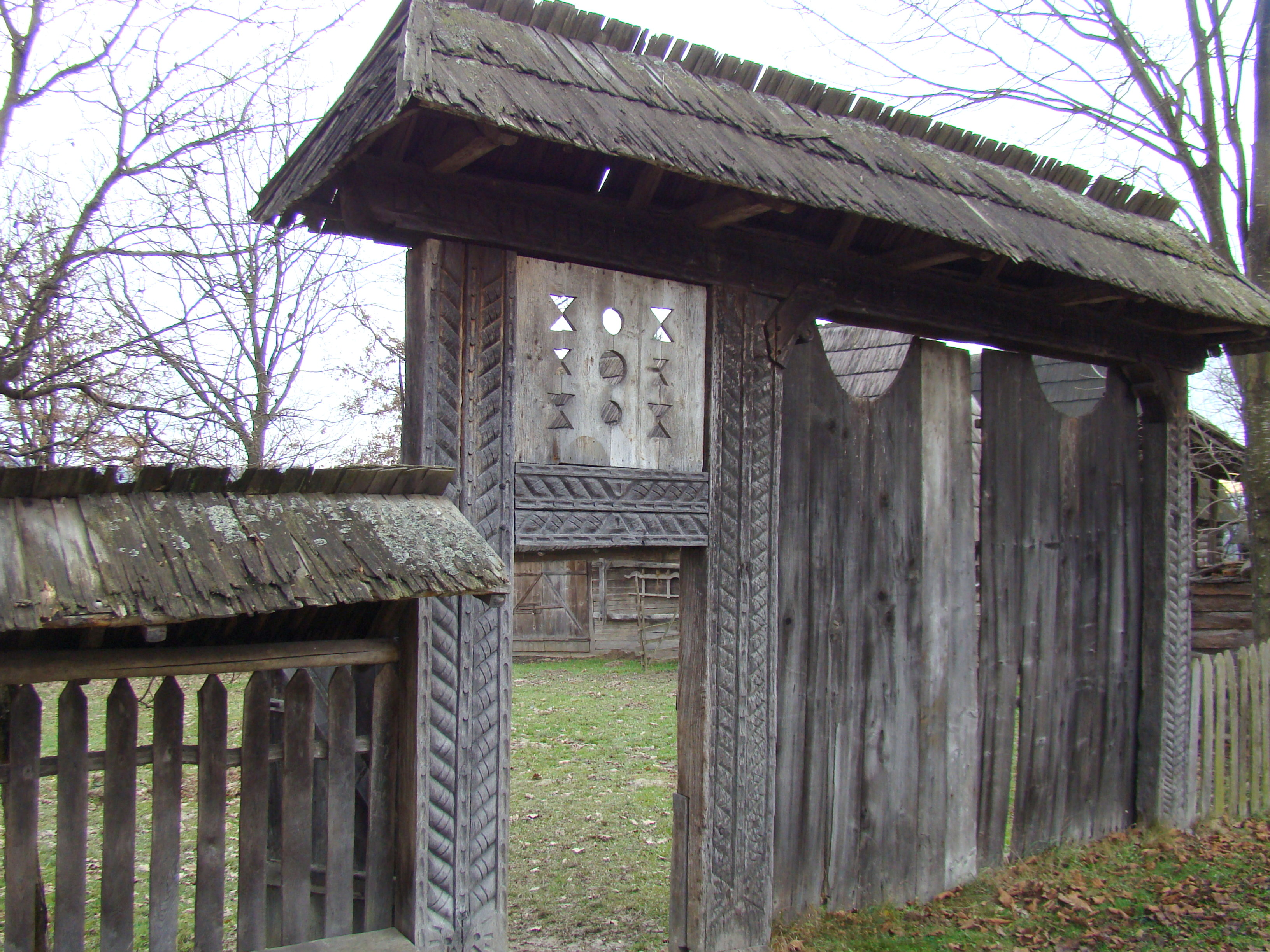
Poartă maramureșeană expusă la Muzeul Satului Maramureșean din Sighetu Marmației

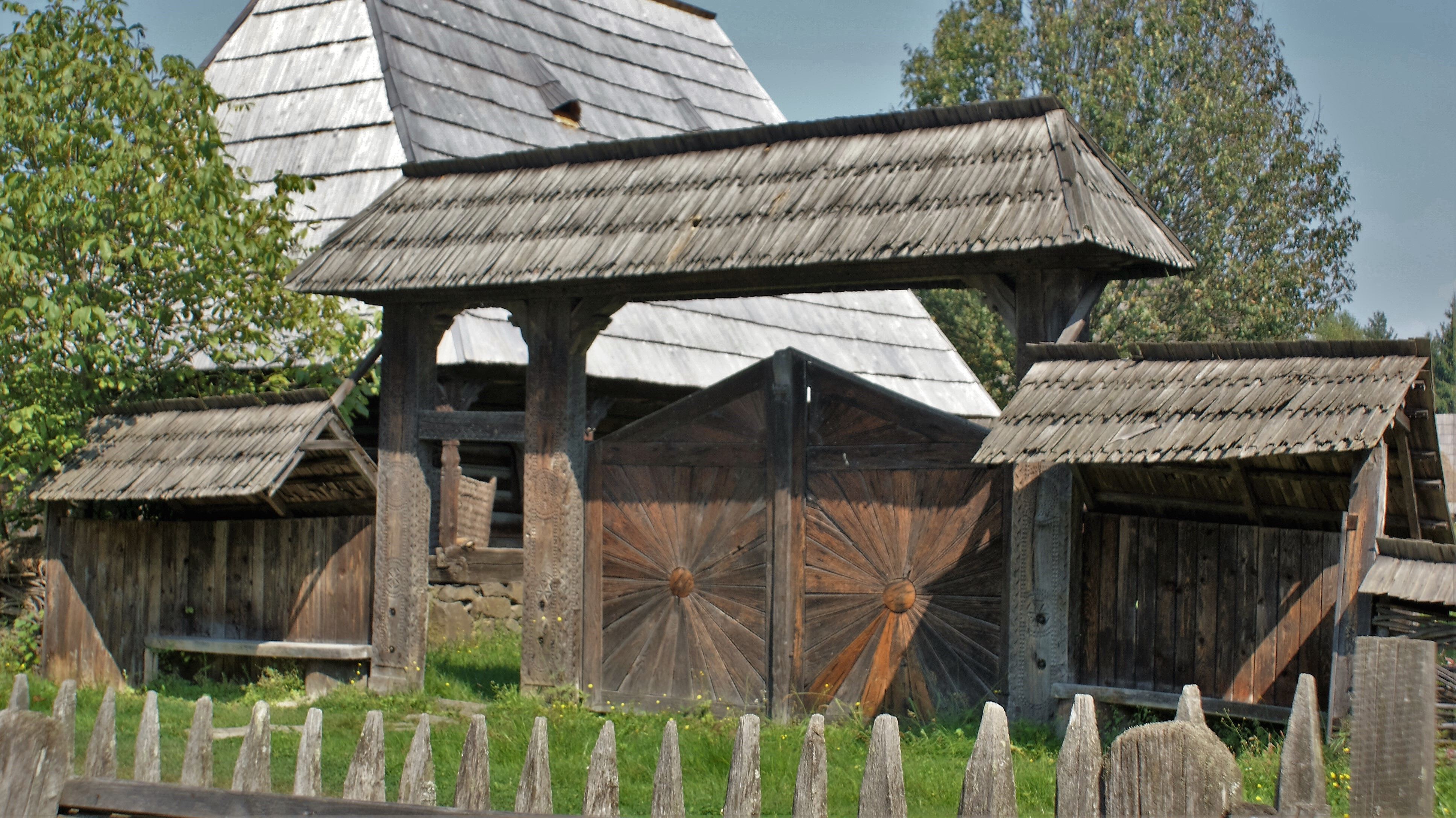

Poarta maramureșeană este o structură de lemn cu o ușă sau o poartă, având multiple încrustații și basoreliefuri, de obicei de forma unui arc de tip romanic sau de formă ogivală modificată, care este plasată la intrarea unei gospodării și/sau case din Maramureșul tradițional. 
Porțile de lemn ale gospodăriilor tradiționale din Maramureș sunt situate îndeosebi în satele de pe văile Mara, Cosău și Iza, dar și în unele localități din Țara Lăpușului.

## Concept și construcție
Construite în general pe trei stâlpi și un „fruntar” (pragul de sus al porții) din lemn de stejar, având „hăizașul” (acoperișul) șindriluit, porțile din această zonă au fost comparate adesea cu veritabile „arcuri de triumf”, pe sub care țăranii treceau cu demnitate, mândri de originea lor nemeșească.

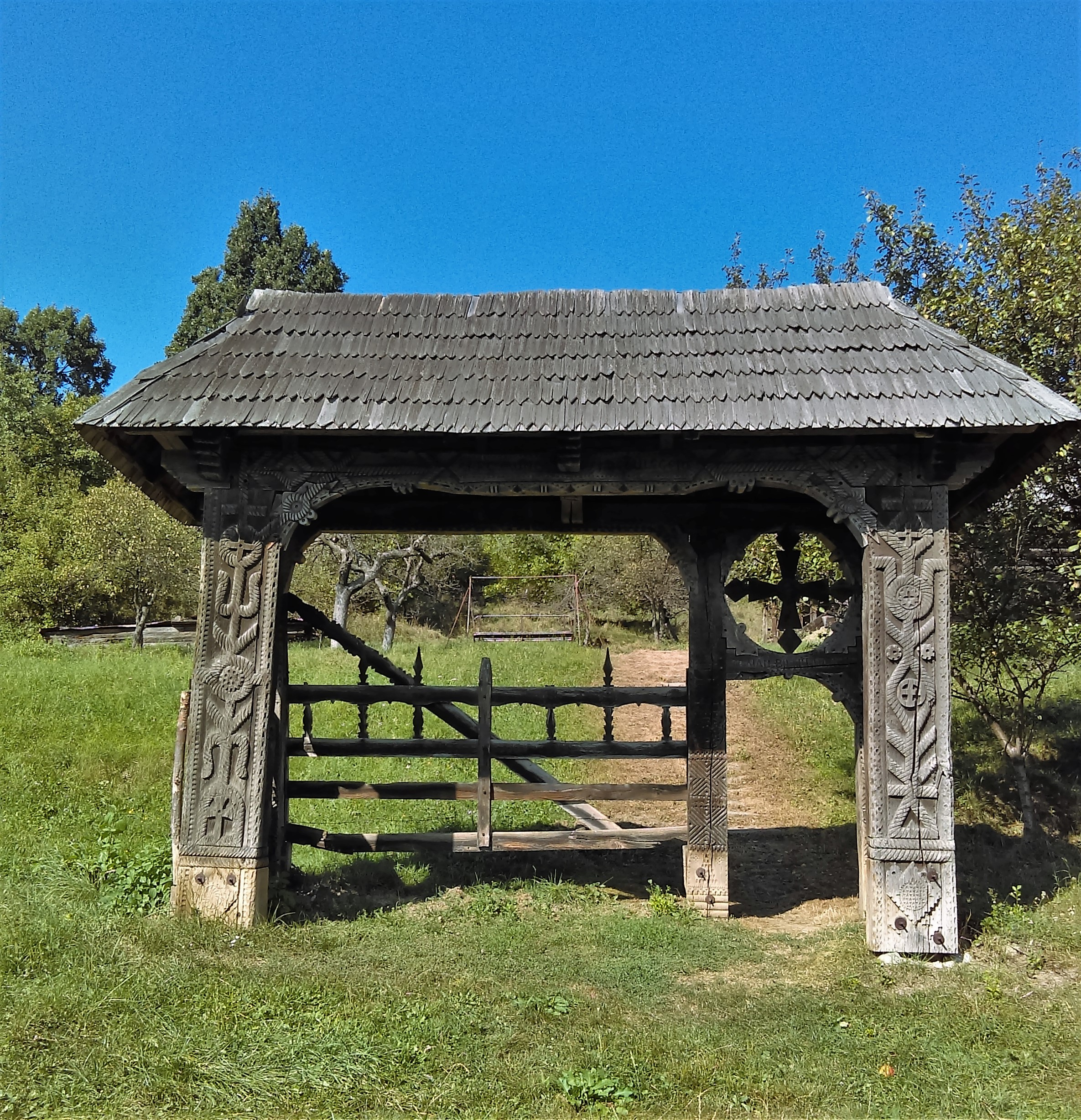

Deși constructiv se aseamănă cu poarta secuiască, poarta maramureșeană nu trebuie confundată cu aceasta.

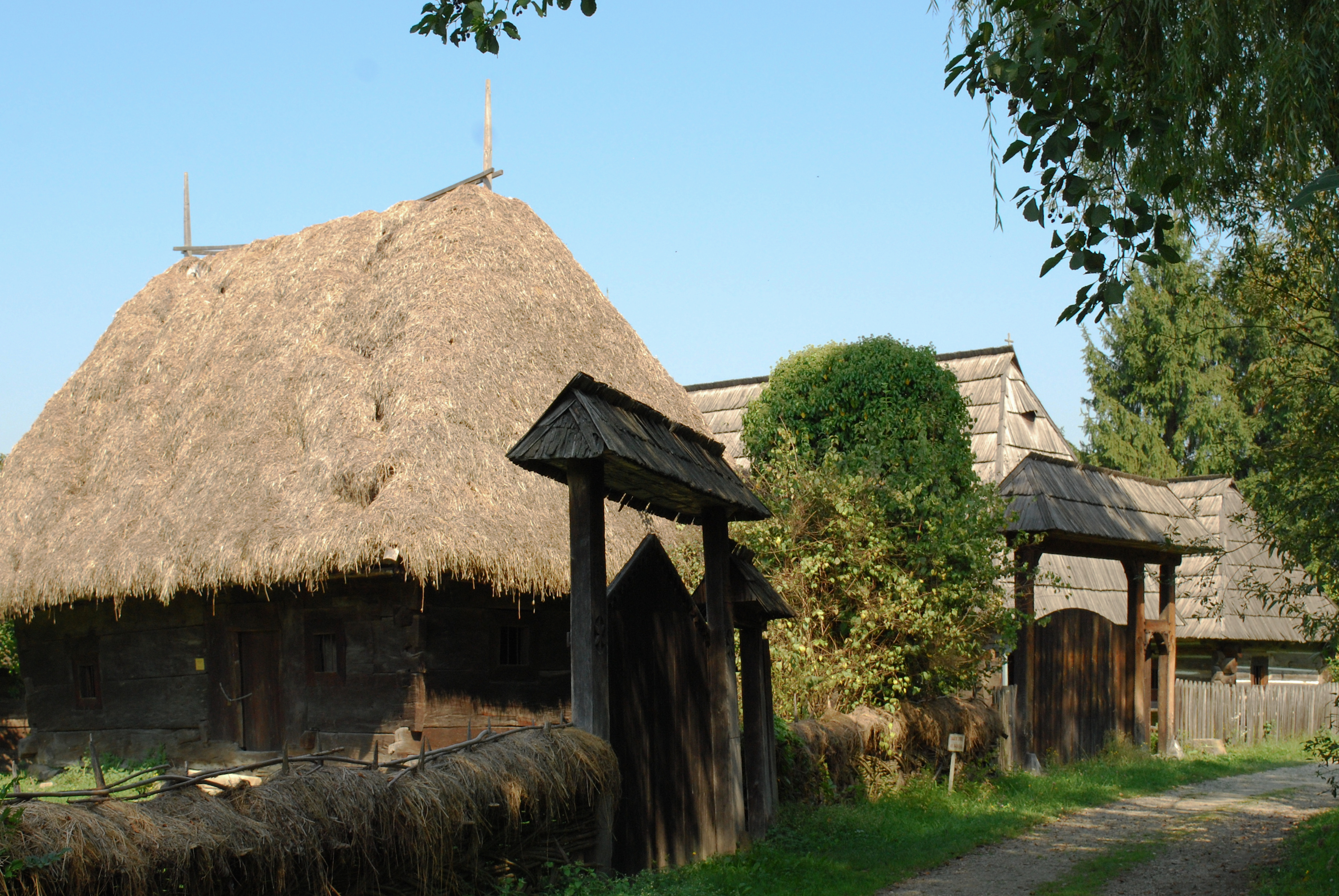

## Semnificație culturală, etnografică și istorică
Salba de porți monumentale e mărturia vie a unei realități istorice mai aparte: în perioada feudală, din rândul obștilor maramureșene s-a ridicat o clasă de cneji, care periodic își alegea voievodul; puterea și privilegiile nobililor au fost atent fragmentate și distribuite unui număr din ce în ce mai mare de familii. Secole de-a rândul, această castă (de proporții obștești) a rezistat încercărilor de lichidare a privilegiilor. Așa se explică uluitorul rezultat al unei statistici austriece din secolul al XVIII-lea, care situa Maramureșul „pe primul loc în întreg imperiu, în ceea ce privește procentul nobililor raportat la totalitatea populației comitatului.” Au fost înregistrați, pe baza înscrisurilor autentice, circa 15.000 de nemeși, cei mai mulți descendenți ai vechilor familii cneziale românești locale. 
Aspectul e extrem de important, căci numai nemeșii aveau privilegiul să-și ridice porți înalte în fața gospodăriilor, în timp ce oamenii simpli nu aveau dreptul decât la vranițe (confecționate din pari montați paralel pe o ramă dreptunghiulară și cu o diagonală, pentru a-i fixa, și care se deschidea într-o parte).

## Semnificație antropologică culturală
Maramureșul a fost, deci, la un moment dat, o enclavă imperială unică, populată cu țărani de viță nobilă. Porțile cu stâlpi sculptați și șindrilă sunt relicva unei organizări sociale care a funcționat până în secolul al XX-lea.
În 1977, Francisc Nistor scria următoarele:
„Atașamentul localnicilor față de aceste valoroase construcții, cu atât de profunde rădăcini în tradițiile de cultură și artă, cât și în istoria social-politică a Maramureșului este ilustrat de faptul că până azi s-a păstrat obiceiul de a categorisi gospodării după porți. Până și azi, când întrebi de vreun sătean de-al lor, oamenii bătrâni îți indică «poarta» de la casa unde locuiește acela, formularea semnificând cinstirea pe care i-o acordă”.
Construcția, incizarea motivelor și actul de trecere pe sub pragul porții suportau fiecare un ritual aparte, pe baza unor credințe profunde (cu conotații mai degrabă mitice). 
Astfel, tăierea stejarului trebuia să coincidă cu o perioadă de nopți cu lună plină – pentru a îndepărta din jurul gospodăriei orice nenorociri și toate „ceasurile rele”. Apoi, transportul lemnului din pădure trebuia să se facă într-una din zilele lucrătoare „de dulce” (marți, joi sau sâmbătă), în virtutea credinței că astfel lemnul va fi aducător de noroc. 
Sub stâlpul care leagă pragul se puneau „bani, agheasmă și tămâie, ca să nu se apropie ciuma.” Iar pentru apărarea averii și a casei, pe stâlpi se incizau figuri antropomorfe, protectoare. 
Motivele sculptate aveau substraturi magice (unele), însă decodificarea celor mai frecvente elemente utilizate de meșterii populari ne permit incursiuni într-un univers mitologic, antecreștin: funia, nodurile, rozetele solare - cu variațiile: cerc simplu, cercuri concentrice, soare cu chip omenesc, toate având la origine un ancestral cult solar –, apoi pomul vieții („simbolul vieții fără de moarte și al rodniciei nesfârșite”), motivul șarpelui (păzitorul gospodăriei), chipul omenesc, păsările, dintele de lup, bradul ș.a.m.d. 
Pentru țăranul maramureșean, trecerea pe sub hăizașul porții devenea aproape un act ceremonial, purificându-se mental de relele lumii profane pentru a intra curat în universul casnic al gospodăriei și familiei. În toate culturile tradiționale, trecerea pe sub o poartă, mai mult sau mai puțin grandioasă, simbolizează o transformare (de suprafață ori structurală, fizică sau virtuală).

## Eveniment
La 22 martie 2012, la noul sediu al ambasadei SUA la București a fost inaugurată o poartă tradițională maramureșeană din lemn, realizată de meșterul Teodor Bârsan după modelul agreat de reprezentanții ambasadei.